# Enrique Enríquez de Quiñones
Enrique Enríquez de Quiñones (- Medina del Campo, 17 mei 1504) was een Spaans edelman en hofmeester aan het hof van de katholieke koningen Isabella van Castilië en Ferdinand II van Aragón.

## Afkomst
Enrique Enríquez was een zoon van Fadrique Enríquez, 2e admiraal van Castilië, en diens echtgenote Teresa Fernández de Quiñones. De familie Enríquez was een van de belangrijkste adellijke families van Spanje in de 14e en 15e eeuw.

## Loopbaan
Enrique was ridder van de Orde van Santiago en admiraal van Sicilië. Verder was hij heer van Orce en Galera. Zijn belangrijkste titel was die van mayordomus mayor, de hofmeester van het hof van Ferdinand II van Aragón en Isabella I van Castilië.
Enrique Enríquez trouwde tussen 1465 en 1470 met María de Luna, een kleindochter van de machtige Álvaro de Luna.
Samen met zijn broer Alonso streed hij in de oorlog tegen Alfons V van Portugal en Juana la Beltraneja.
In 1483 werd hij door Ferdinand II van Aragón naar Galicië gestuurd om daar te bemiddelen in de ruzie om de erfenis van Pedro Álvarez Osorio, tussen diens kleinzoon Rodrigo, en de weduwe, María de Balzan.

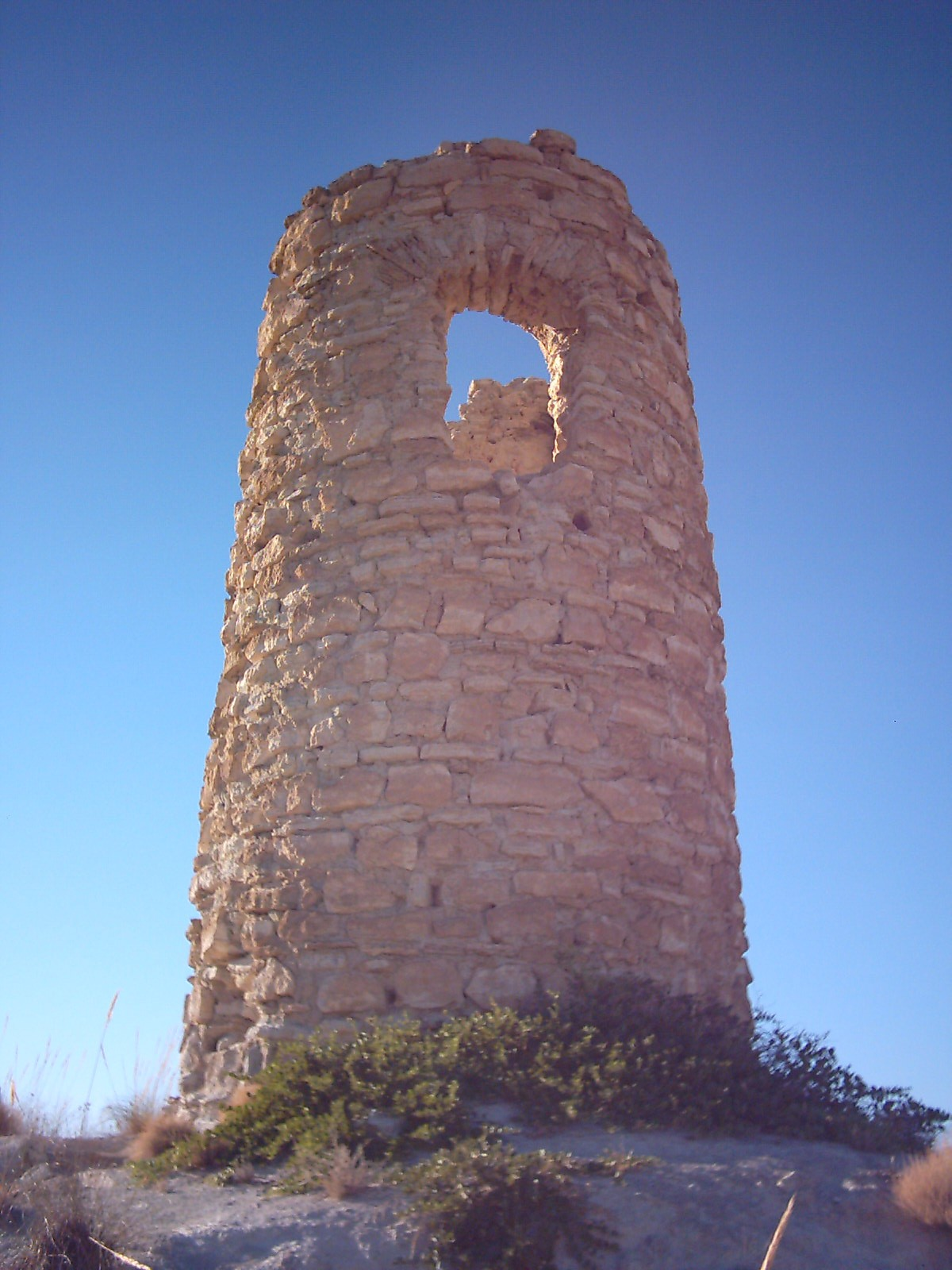
Een vestingtoren van de Nasriden in de regio rondom Baza, die door Enrique Enríquez werd veroverd

Hij was betrokken bij de verovering van de provincie Granada op de Moren, bij de belegering van Alhama, Tajarja, Coín, Cártama, Ronda, Marbella en Vélez Málaga. Na de verovering van Baza werd hij bevorderd en was van 1489 tot 1491 de hoogste regeringsfunctionaris in deze regio.

## Herbevolking
Na de verovering op de Moren werd hij door de kroon aangewezen als verantwoordelijke voor de herbevolking van het gebied in en rond Baza. Hij kreeg van de katholieke koningen 15 huizen, wijngaarden, tuinen en andere bezittingen die hij vanaf 1490 verder uitbreidde door domeinen te bezetten en te kopen.
Met de val van Granada in 1492 worden de Moren definitief uit Spanje verdreven. Ook in andere delen van het koninkrijk van Granada breidde Enrique zijn bezittingen uit. Hij had een huis in Baza, met tuinen waar hij ook mudéjares later moriscos, voor zich liet werken.
Na zijn dood begon zijn weduwe María de Luna in 1506 met de bouw van een paleis in Baza. Het paleis is tegenwoordig nog te bezichtigen en herbergt een collectie van wapenuitrustingen van de mudejar.
De herbevolking vond plaats door het aantrekken van knechten en ander personeel, familie, en militairen.  Vooral na de dood van Enrique werd tussen 1504 en 1530 door María de Luna veel personeel aangetrokken. Van al het land dat Enrique namens de koning verdeelde bleef 50 procent in bezit van de familie Enríquez.
Vanaf 1503 was hij opperbevelhebber van León.
Op 10 april 1504 liet Enrique zijn testament opmaken, hij stierf kort daarna op 17 mei.

## Nageslacht
Enrique Enríquez kreeg met María de Luna vier dochters
- Maria (1474-1530)
- Teresa (- 1497)
- Francisca (-1536)
- Elvira (-1512)